# Volcà del Puig de Martinyà
El Volcà del Puig de Martinyà és un volcà situat al municipi de Santa Pau, a la comarca catalana de la Garrotxa.